# Sauchie Tower

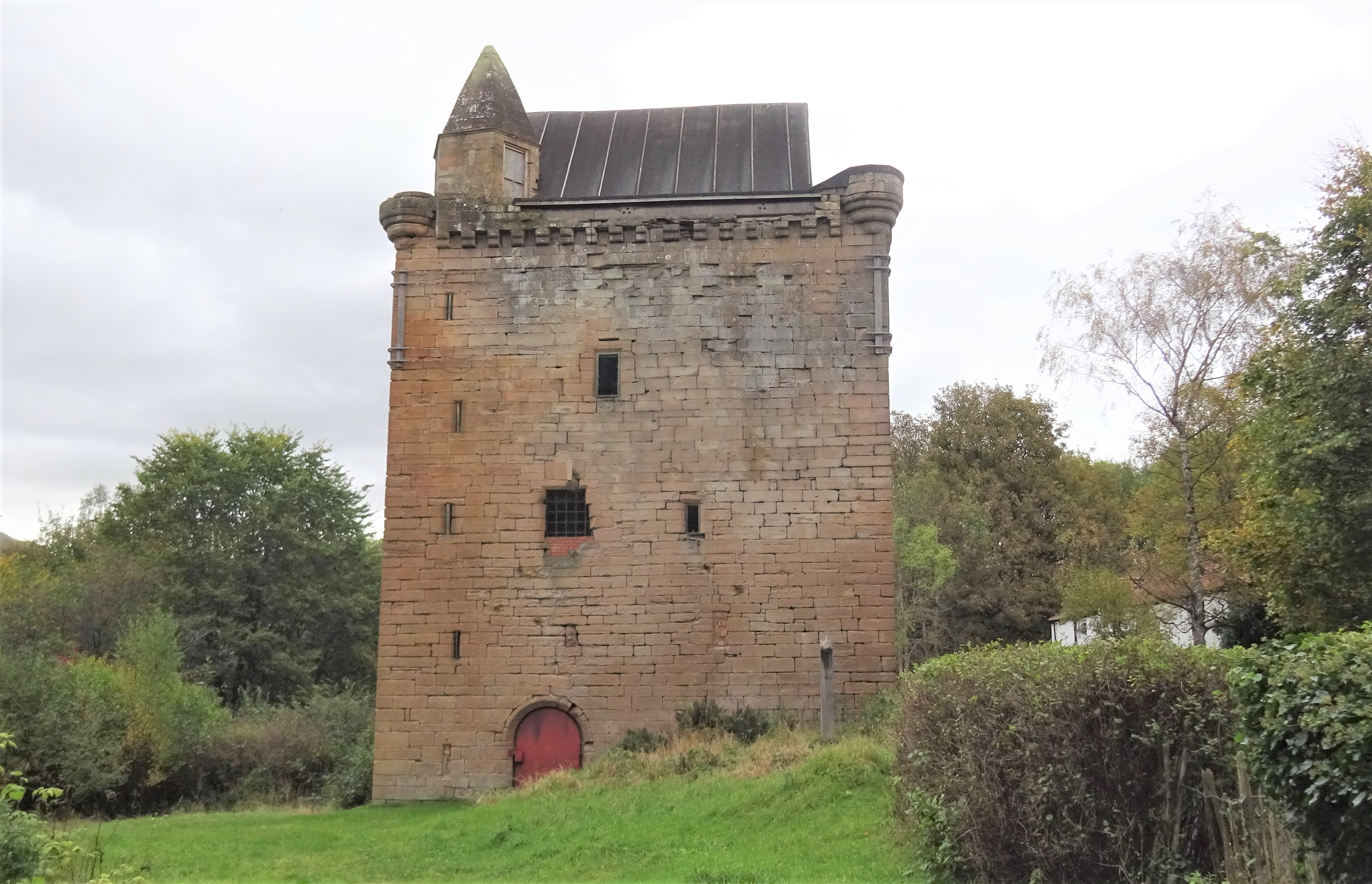
Sauchie Tower

Sauchie Tower, auch Devon Tower, ist ein Tower House nahe der schottischen Stadt Sauchie in der Council Area Clackmannanshire. 1960 wurde das Gebäude in die schottischen Denkmallisten in der höchsten Kategorie A aufgenommen. Diese Einstufung wurde jedoch 2017 aufgehoben. Weiterhin ist die Anlage seit 1933 als Scheduled Monument geschützt.

## Geschichte
Erbauer von Sauchie Tower ist der aus Greenock stammende Sir James Schaw, der mit Mary de Annand die Teilerbin der Ländereien ehelichte. Die Shaws gehörten zu dieser Zeit zu den einflussreichsten Familien Schottlands und regierten bis zur Inthronisierung Jakobs IV. unter anderem Stirling Castle. Bis 1440 ließ James Shaw das Tower House südlich des Devon errichten. Mutmaßlich existierte an diesem Ort bereits ein Vorgängerbauwerk, welches jedoch bisher nicht belegt werden konnte. Sauchie Tower war Teil einer größeren Wehranlage mit Verteidigungsmauern und Außengebäude, von der mit Ausnahme des Turmes heute nur wenige Fragmente erhalten sind. Teile dieser Anlage könnten im frühen 17. Jahrhundert zum Bau des nahegelegenen Herrenhauses Old Sauchie House genutzt worden sein, welches wahrscheinlich Sauchie Tower ersetzen sollte, nachdem Wohntürme zu dieser Zeit als unzeitgemäß galten.
Die Ländereien fielen dann einer anderen Linie der Shaws zu, welche um 1700 ein eigenes Herrenhaus namens Shawpark in der Nähe des Wohnturms bauen ließen. Old Sauchie House war wahrscheinlich bis zu seinem Abriss um 1930 verpachtet. Shawpark wurde im Jahre 1826 an den Earl of Mansfield veräußert und schließlich 1961 abgerissen. Von drei nebeneinanderliegenden Familienresidenzen der Shaws blieb somit mit dem Sauchie Tower nur die älteste erhalten. Die Ergebnisse einer archäologischen Untersuchung legen nahe, dass Sauchie Tower bis Mitte des 18. Jahrhunderts zumindest teilweise genutzt wurde. In den 1750er Jahren verwüstete ein Brand das Gebäude. Später wurde das Erdgeschoss wahrscheinlich als Lagerraum genutzt. Im 18. und 19. Jahrhundert wurden Schuppen in der Umgebung errichtet, bei denen es sich um Viehunterstände gehandelt haben könnte. Im Unterschied zu dem vergleichbaren Clackmannan Tower ist Sauchie Tower nahezu unverändert erhalten.

## Beschreibung
Das Tower House befindet sich nördlich der Ortschaft Sauchie unweit des Flusses Devon. Es weist mit einer Grundfläche von rund 11 × 10 m einen nahezu quadratischen Grundriss auf. Es besteht aus einem vierstöckigen Turm, auf dem ein hexahonales Haus mit Zeltdach aufsitzt. Das 1,6–2 m, an der Westseite gar 3 m mächtige Mauerwerk ist ungewöhnlich solide und besteht aus Quadersteinen vom rötlichen Sandstein. Der Turm schließt mit einer Zinnenbewehrung mit dahinterliegendem, breitem Wehrgang und Scharwachtürmen ab. In den ersten drei Stockwerken sind Überreste von Kammern zu erkennen, die Zwischenböden sind jedoch, möglicherweise als Folge des Brandes, eingestürzt. Der Turm wird durch einen Eingang an der Westseite ebenerdig betreten. Über eine Wendeltreppe in der Nordwestecke waren die oberen Stockwerke zugänglich. Gegenüber befindet sich eine Wächterkammer. Der Turm war einst von einer Mauer mit Graben umgeben. Möglicherweise existierte einst noch eine zweite Verteidigungsmauer.